# Montignac-Charente

Montignac-Charente este o comună în departamentul Charente, Franța. În 1 ianuarie 2022 avea o populație de 699 de locuitori.